# Aaaaaaaah!
Aaaaaaaah! – brytyjska komedia grozy z 2015 roku w reżyserii Steve'a Orama. Film jest pozbawiony dialogów, a obsada komunikuje się całkowicie za pomocą zwierzęcych chrząknięć. Premiera miała miejsce na London FrightFest Film Festival. Film został udostępniony w ramach VOD przez dystrybutora Icon Productions.

## Fabuła
Dwóch mężczyzn, Smith (Steve Oram) i Keith (Tom Meeten) przybywają na leśną polanę. Smith płacze nad fotografią swojej żony, z którą był w separacji, zanim on i Keith wykonują rytuał, podczas którego oddają mocz na fotografię. Keith osusza oczy i penisa Smitha, po czym kierują się w dół w kierunku rozległego przedmieścia.
W domu rodziny Ryan, młoda kobieta Denise (Lucy Honigman) przygotowuje obiad ze swoją matką Barabarą (Toyah Willcox). Oglądają pokaz kulinarny, w którym gospodyni gotująca topless (Shelley Longworth) przygotowuje obiad z mięsem, ziemniakami i solą. Barabara kopiuje przepis i zmiękcza stek, uderzając nim o kuchenne drzwi.
Smith i Keith przybywają do miasta i decydują się podążać za niechlujnym mężczyzną, Ogem (Sean Reynard), który masturbuje się w przejściu podziemnym za pomocą myszy. Smith i Keith straszą go i biją. Og wraca do swojego „samca alfy”, Ryana (Julian Rhind-Tutt), aby opowiedzieć mu o tych nowych, groźnych mężczyznach, ale Ryan także go bije i zmusza go do ustawienia nowego telewizora szerokoekranowego. Ryan i Og siadają, aby zagrać w grę motocyklową na konsoli do gier.
Rodzina je obiad, Og w tym czasie próbuje uprawiać seks z Denise, ale ona wychodzi z pokoju. W kuchni widzi swojego ojca, Jupitera (Julian Barratt), który ze smutkiem patrzy w kuchenne okno. Denise daje mu ciasto i przez chwilę napawają się miłą chwilą, zanim Jupiter wraca do ogrodu, w którym aktualnie mieszka. Następnie załamany leży on pod drzewem ze swoim ciastem.
Kolejna scena to retrospekcja, kiedy Jupiter był „samcem alfa” domu. W ramach niedzielnej pieczeni podaje on Barabarze, Denise i Ogowi ludzką nogę. Sielankę zakłóca Og, z agresywną konfrontacją, z którą Jupiter nie radzi sobie właściwie. Dodatkowo psuje się pralka, i Barabara dołącza do nagonki na Jupitera.
Z powrotem w jadalni rodzina je pudding. Ryan inicjuje walkę na żywność i oblewa Barabarę. Barabara bierze odwet i zaczyna się wielka walka. Mając ich wszystkich dość, Denise wybiega z domu.
W parku spotyka się ze ona swoją kuzynką Helen (Holli Dempsey) i razem piją wódkę. Helen ma swędzącą chorobę weneryczną i Denise sugeruje, żeby wlała wódkę w krocze, co Helen robi. Następnie dziewczyny idą kraść w sklepach, gdzie zostają złapane przez sprzedawcę, Carla (Noel Fielding). Kierownik sklepu (Waen Shepherd) przesłuchuje ich w piwnicy, masturbując się przed nimi, po czym zasypia na swoim biurku. Następnie Carl namawia Helen, żeby zrobiła mu fellatio, podczas którego Helen odgryza mu penisa. Dziewczyny uciekają z pieniędzmi z kasy.
W domu Ryana odbywa się teraz rozpustna impreza. Denise i Helen wracają, obnosząc się przed Ryanem pieniędzmi, które ukradły, ale Ryan jest sparaliżowany przez alkohol i narkotyki, i traci przytomność. Na przyjęcie przybywają Smith i Keith, gdzie sikają na ściany, znacząc wszystko swoim zapachem. Bazgrzą śpiącego Ryana markerem po twarzy, a następnie Keith kładzie na jego głowie swoje jądra, a Smith fotografuje to telefonem Ryana; który po wszystkim wkładają mu do kieszeni. Smith i Keith rozwalają imprezę, a Smith w łazience uprawia seks z Denise.
Smith, Keith i Denise opuszczają imprezę. Włamują się do pustego domu, w którym Smith i Denise odprawiają rytuał „ślubu”, aby uczcić ich związek.
Następnego ranka Ryan budzi się, na kacu i z bazgrołami na twarzy. Pali na zewnątrz, gdzie Jupiter śmieje się z jego twarzy.
Widzimy kolejną retrospekcję, która pokazuje upadek Jupietra z pozycji „alfa”. Barabara i Ryan, naprawiając pralkę, flirtują. Ryan zawiera sojusz z Ogem, a następnie Ryan i Barabara uprawiają seks na pralce w obecności Jupitera. Następnie, namówieni przez Barabarę, Ryan i Og biją Jupitera do nieprzytomności, podczas gdy Denise wygląda na zrozpaczoną.
Ryan jest wściekły widząc w telefonie fotografię jąder Keitha na swojej głowie. Razem z Ogiem ścierają się ze Smithem i Keithem na jakimś pustkowiu. Keith zostaje dźgnięty przez Oga, po czym Smith goni Oga i zabija go rozbijając jego głowę o ziemię. Smith następnie urywa rękę Ryanowi i zostawia go na śmierć.
Smith i Denise wracają do domu. Smith na pokaz rozwala kuchnię, by przekonać Barabarę o swoim nowym statusie „alfy”, jednak bezskutecznie. Smith próbuje uprawiać z nią seks, ale nie ma wzwodu, za co Barabara go wyśmiewa. Smith zabiera ciało Keitha i organizuje mu „pogrzeb” przed umieszczeniem jego zwłok w koszu na śmieci. Barabara wciąż nie jest pod wrażeniem.
Smith zaprasza Jupitera do domu i próbuje zaangażować go w nową „rodzinną” grupę, ale Jupiter tylko sika sobie w spodnie, po czym siedzi sam i wielokrotnie ogląda bezsensowny program telewizyjny dla dzieci z animowanym kurczakiem. Smith naprawia dom i stopniowo zaczyna przekonywać Barabarę do siebie. Wszyscy siadają, aby obejrzeć serial komediowy z wielkimi gwiazdami (Tony Way i Alice Lowe), w którym odtwarzane są w zwolnionym tempie powtórki różnych wypadków i porażek. Program wszystkim się to podoba i wydaje się, że Jupiter odzyskał swój „głos”. Denise jest zachwycona i wszyscy wydają się być wreszcie szczęśliwą „rodziną”.
W nocy Jupiter dźga na śmierć Barabarę, Smitha i Denise nożem, a następnie wraca przed telewizor, aby oglądać animowanego kurczaka.

## Obsada
- Steve Oram – Smith
- Tom Meeten – Kieth
- Lucy Velik – Denise (jako Lucy Honigman)
- Julian Barratt – Jupiter
- Holli Dempsey –  Helen
- Toyah Willcox – Barabara
- Sean Reynard – Og
- Julian Rhind-Tutt – Ryan
- Noel Fielding – Carl
- Shelley Longworth – Carolla
- Alice Lowe – Eudora z sitcomu
- Waen Shepherd – menedżer
- Tony Way – Lee z sitcomu

## Odbiór filmu
Film został odebrany pozytywnie – agregator recenzji Rotten Tomatoes przyznał mu ocenę 79% na podstawie 14 recenzji. Film otrzymał także nominację do British Independent Film Awards, a także specjalne wyróżnienie jury na Cleveland International Film Festival.